# ジョルジ・サンチアゴ
ジョルジ・サンチアゴ（Jorge Santiago、1980年10月9日 - ）は、ブラジルの男性総合格闘家。リオデジャネイロ州出身。初代SRCミドル級王者。

## 来歴
2002年11月2日、アメリカ合衆国でプロ総合格闘技デビュー。
2004年2月27日、Absolute Fighting Championships 7で和田拓也と対戦し、腕ひしぎ十字固めで一本勝ち。
2004年6月12日、KOTC世界ウェルター級王座決定戦でディエゴ・サンチェスと対戦し、0-3の判定負けを喫し王座獲得に失敗した。
2006年6月26日、UFC初参戦となったUltimate Fight Night 5でジャスティン・レヴェンスと対戦し、膝蹴りでKO勝ちを収めた。
2007年11月16日、Strikeforceで行われたミドル級トーナメントに出場。ショーン・サーモン、トレヴァー・プラングリーをいずれも膝蹴りによるKOで下し、優勝を果たした。

### 戦極・SRC
2008年5月18日、戦極初参戦となった戦極 〜第二陣〜で佐々木有生と対戦し、腕ひしぎ十字固めで一本勝ち。
2008年9月28日、戦極 〜第五陣〜のミドル級（83 kg級）グランプリシリーズ1回戦でローガン・クラークと対戦し、肩固めで一本勝ち。
2008年11月1日、戦極 〜第六陣〜のミドル級グランプリシリーズ準決勝でシアー・バハドゥルザダと対戦し、ヒールホールドで一本勝ち。決勝で中村和裕と対戦し、パウンドでKO勝ちを収め優勝を果たした。
2009年1月4日、戦極の乱2009の戦極ミドル級チャンピオンシップで三崎和雄と対戦し、チョークスリーパーで見込み一本勝ちを収め王座獲得に成功した。
2009年8月1日、Affliction: Trilogyでビクトー・ベウフォートと対戦予定であったが、大会開催が中止された。
2009年11月7日、10か月ぶりの試合となった戦極 〜第十一陣〜でマメッド・ハリドヴと対戦し、パウンドでTKO負けを喫した。
2010年3月7日、SRC12のSRCミドル級チャンピオンシップでマメッド・ハリドヴと再戦し、3-0の判定勝ちを収め初防衛に成功した。
2010年8月22日、SRC14のSRCミドル級チャンピオンシップで三崎和雄と対戦し、パウンドによるタオル投入によりTKO勝ちを収め2度目の王座防衛に成功した。
2011年3月4日、J.Z.カルバン、ダニーロ・ビルフォート、ユーリ・ビルフォートらと共にアメリカン・トップチームを離脱した。

### UFC復帰
2011年5月28日、4年半ぶりのUFC参戦となったUFC 130でブライアン・スタンと対戦し、パウンドでTKO負け。敗れはしたものの、ファイト・オブ・ザ・ナイトを受賞した。
2011年10月8日、UFC 136でデミアン・マイアと対戦し、0-3の判定負け。2連敗となりUFCからリリースされた。

### WSOF
2013年8月11日、WSOF初参戦となったWSOF 4でジェラルド・ハリスと対戦し、0-3の判定負け。
2013年12月14日、ブラックジリアンズのヘッドコーチに専念するため引退を表明した。

## 戦績

### 総合格闘技
| 総合格闘技 戦績 | 総合格闘技 戦績 | 総合格闘技 戦績 | 総合格闘技 戦績 | 総合格闘技 戦績 | 総合格闘技 戦績 | 総合格闘技 戦績 |
| --------------- | --------------- | --------------- | --------------- | --------------- | --------------- | --------------- |
| 37 試合         | (T)KO           | 一本            | 判定            | その他          | 引き分け        | 無効試合        |
| 25 勝           | 10              | 13              | 2               | 0               | 0               | 0               |
| 12 敗           | 6               | 0               | 6               | 0               | 0               | 0               |

| 勝敗 | 対戦相手                   | 試合結果                            | 大会名                                                                       | 開催年月日     |
| ×    | ジェラルド・ハリス         | 5分3R終了 判定0-3                   | WSOF 4: Spong vs. DeAnda                                                     | 2013年8月11日  |
| ×    | グンナー・ネルソン         | 5分3R終了 判定0-3                   | UFC on Fuel TV 7: Barao vs. McDonald                                         | 2013年2月16日  |
| ○    | ジャステン・ガスリー       | 1R 1:34 ヒールフック                | Titan FC 23: Fight for the Troops                                            | 2012年6月15日  |
| ○    | レオナルド・ペサーニャ     | 1R 1:48 KO（パンチ連打）            | Titan FC 21                                                                  | 2012年3月2日   |
| ×    | デミアン・マイア           | 5分3R終了 判定0-3                   | UFC 136: Edgar vs. Maynard 3                                                 | 2011年10月8日  |
| ×    | ブライアン・スタン         | 2R 4:29 TKO（右フック→パウンド）    | UFC 130: Rampage vs. Hamill                                                  | 2011年5月28日  |
| ○    | 三崎和雄                   | 5R 4:31 TKO（タオル投入）           | SRC14 【SRCミドル級チャンピオンシップ】                                      | 2010年8月22日  |
| ○    | マメッド・ハリドヴ         | 5分5R終了 判定3-0                   | SRC12 【SRCミドル級チャンピオンシップ】                                      | 2010年3月7日   |
| ×    | マメッド・ハリドヴ         | 1R 1:45 TKO（パウンド）             | 戦極 〜第十一陣〜                                                            | 2009年11月7日  |
| ○    | 三崎和雄                   | 5R 3:26 チョークスリーパー          | 戦極の乱2009 【戦極ミドル級チャンピオンシップ】                              | 2009年1月4日   |
| ○    | 中村和裕                   | 3R 0:49 KO（右ストレート→パウンド） | 戦極 〜第六陣〜 【ミドル級グランプリシリーズ2008 決勝】                      | 2008年11月1日  |
| ○    | シアー・バハドゥルザダ     | 1R 1:10 ヒールホールド              | 戦極 〜第六陣〜 【ミドル級グランプリシリーズ2008 準決勝】                    | 2008年11月1日  |
| ○    | ローガン・クラーク         | 2R 3:35 肩固め                      | 戦極 〜第五陣〜 【ミドル級グランプリシリーズ2008 1回戦】                     | 2008年9月28日  |
| ○    | 佐々木有生                 | 3R 2:10 腕ひしぎ十字固め            | 戦極 〜第二陣〜                                                              | 2008年5月18日  |
| ○    | トレヴァー・プラングリー   | 1R 2:31 KO（ボディへの膝蹴り）      | Strikeforce: Four Men Enter, One Man Survives 【ミドル級トーナメント 決勝】  | 2007年11月16日 |
| ○    | ショーン・サーモン         | 1R 0:24 KO（跳び膝蹴り）            | Strikeforce: Four Men Enter, One Man Survives 【ミドル級トーナメント 1回戦】 | 2007年11月16日 |
| ○    | ジェレミー・ホーン         | 1R 3:02 三角絞め                    | Art of War 3                                                                 | 2007年9月1日   |
| ○    | アンドレイ・シモノフ       | 2R 4:48 TKO（パウンド）             | BodogFight: Clash of the Nations                                             | 2007年4月14日  |
| ×    | アラン・ベルチャー         | 3R 2:45 KO（右ハイキック）          | UFC Fight Night: Sanchez vs. Riggs                                           | 2006年12月13日 |
| ×    | クリス・リーベン           | 2R 0:35 KO（左フック）              | UFC Fight Night 6                                                            | 2006年8月17日  |
| ○    | ジャスティン・レヴェンス   | 1R 2:13 KO（膝蹴り）                | Ultimate Fight Night 5                                                       | 2006年6月28日  |
| ○    | トーマス・ラッセル         | 1R 1:59 腕ひしぎ十字固め            | Fightfest 3                                                                  | 2006年5月6日   |
| ○    | シドニー・マチャド         | 2R 0:49 TKO（パンチ連打）           | Costa Rica: Fights 3                                                         | 2005年12月2日  |
| ○    | レオポルド・セラオン       | 1R 0:43 TKO（パンチ連打）           | Full Throttle 5                                                              | 2005年11月4日  |
| ×    | ジョーイ・ヴィラセニョール | 5分3R終了 判定0-3                   | KOTC 58: Prime Time 【KOTC世界ミドル級タイトルマッチ】                       | 2005年8月5日   |
| ×    | ヨルダン・ラデフ           | 5分2R終了 判定0-3                   | IT'S SHOWTIME: Amsterdam Arena                                               | 2005年6月12日  |
| ○    | クリス・リゴーリ           | 1R 3:27 チョークスリーパー          | Euphoria: USA vs. World                                                      | 2005年2月26日  |
| ×    | ディエゴ・サンチェス       | 5分3R終了 判定0-3                   | KOTC 36: Unfinished Business 【KOTC世界ウェルター級王座決定戦】              | 2004年6月12日  |
| ○    | 和田拓也                   | 1R 1:52 腕ひしぎ十字固め            | Absolute Fighting Championships 7                                            | 2004年2月27日  |
| ○    | ジョン・クロンク           | 2R 0:54 腕ひしぎ十字固め            | KOTC 32: Bringing Heat                                                       | 2004年1月24日  |
| ×    | キース・ウィスニエフスキー | 3R 2:14 TKO（パンチ連打）           | Absolute Fighting Championships 6                                            | 2003年12月6日  |
| ○    | ラバーン・クラーク         | 1R 2:17 三角絞め                    | Hardcore Fighting Championships 2                                            | 2003年10月18日 |
| ○    | デリック・ノーブル         | 5分2R終了 判定3-0                   | Absolute Fighting Championships 5                                            | 2003年9月5日   |
| ×    | マニー・ガンブリャン       | 1R 0:21 KO（パンチ）                | KOTC 27: Aftermath                                                           | 2003年8月10日  |
| ○    | ジャスティン・ワイマン     | 1R 4:11 三角絞め                    | Absolute Fighting Championships 4                                            | 2003年7月19日  |
| ○    | ジェイ・マーティン         | 1R 0:14 KO（パンチ連打）            | HOOKnSHOOT: Boot Camp 1.1                                                    | 2003年3月8日   |
| ○    | ホセ・ロドリゲス           | 1R 1:16 ギブアップ（膝蹴り）        | Reality Fighting 2                                                           | 2002年11月2日  |

### グラップリング
| 勝敗 | 対戦相手           | 試合結果 | 大会名                          | 開催年月日    |
| ×    | ブルーノ・バストス | ポイント | ADCC 2009 【88 kg未満級 1回戦】 | 2009年9月26日 |

## 獲得タイトル
- Strikeforceミドル級トーナメント 優勝（2007年）
- 戦極ミドル級グランプリシリーズ2008 優勝（2008年）
- 初代SRCミドル級王座（2009年）

## 表彰
- UFC ファイト・オブ・ザ・ナイト（1回）
- SHERDOG ファイト・オブ・ザ・イヤー（2010年）